# Булдак (река)
Булдак — река в России, протекает по Алатырскому району Чувашской Республики. Правый приток Суры.

## География
Река берёт начало у кордона Булдак. Течёт на запад через леса. Устье реки находится юго-восточнее села Иваньково-Ленино в 306 км от устья Суры. Длина реки составляет 13 км.

## Данные водного реестра
По данным государственного водного реестра России относится к Верхневолжскому бассейновому округу, водохозяйственный участок реки — Сура от Сурского гидроузла и до устья реки Алатырь, речной подбассейн реки — Сура. Речной бассейн реки — (Верхняя) Волга до Куйбышевского водохранилища (без бассейна Оки).
Код объекта в государственном водном реестре — 08010500312110000037590.